# Hebraizace příjmení
Hebraizace příjmení (hebrejsky עברות, ivrut odvozeno od לעברת, le'avret, doslova „hebraizovat“) je proces přijetí hebrejského příjmení.
Mnoho imigrantů do dnešního Izraele si změnilo svá příjmení, aby odstranili zbytky galutu (exilu), který by se jinak i nadále nesl s jejich cizojazyčnými příjmeními. Tento jev byl běžný zejména mezi aškenázskými imigranty, a to hlavně z toho důvodu, že svá příjmení přijali až v pozdější době za Německé říše či Rakouska-Uherska. Existuje pouze několik málo typicky hebrejských příjmení, jako například Kohen (v češtině též Kohn, či anglicky Cohen; v původním významu „kněz“) či Lévi (jeden z izraelských kmenů). Za židovská příjmení jsou často pokládána jména končící na -berg, -stein či -man, tato však mají německý původ. Příjmení končící na -sky a -vitz pak mají původ slovanský. Naopak některá hebrejská příjmení, jako Kac, Bogoraz a Pak jsou hebrejskými akronymy, přesto že jsou často vnímána jako cizojazyčná příjmení (v těchto případech z němčiny, ruštiny a korejštiny).
Hebraizace příjmení je unikátním jevem hebrejštiny. Počátek tohoto procesu se datuje k první a druhé aliji, a k jeho pokračování došlo i po založení Státu Izrael. Tento rozšiřující se trend byl za dob jišuvu a bezprostředně po založení Izraele založen na tom, že hebrejské příjmení poskytovalo náležitost k novému státu. Jednalo se také často o přání skoncovat s minulostí.

## Historie

### V jišuvu
Mezi členy jišuvu (první navrátivší do Země izraelské) existoval silný pocit, v hebrejštině známý jako, šlilat hagola (hebrejsky: שלילת הגולה, doslova „negace diaspory/exilu“), který často vyúsťoval ve změnu příjmení z diaspory (často vnímané jako „otrocké příjmení“) za čistě hebrejské. Součástí sionistického hnutí nebyla pouze samotná alija (imigrace do Palestiny, potažmo Izraele). Byla to rovněž touha vymanit se z představy slabého Žida, který žije v štetlu a mluví jidiš a naopak vytvořit obraz silného Žida z Erec Jisra'el. Tato myšlenka získala ohlas zejména při první a druhé aliji. Po hebraizaci příjmení již mohlo dojít k odložení starého příjmení.

#### Brožura Židovské agentury
Ještě před založením Izraele vyhlásilo sionistické vedení a Národní rada rok 1944 jako „rok naturalizace a hebrejských příjmení.“ Díky tomu vydala zvláštní komise vedená Mordechajem Nemzabim brožuru, která obsahovala postup pro vytvoření hebrejských příjmení.
Změna cizího příjmení na hebrejské
1. změna vokalizace: z příjmení Leib se stane Lev
2. změna souhlásky: z příjmení Borg se stane Barak
3. odtržením koncovky: z příjmení Rosenberg se stane Rosen
4. zkrácení jména hebrejského původu odtržením cizího sufixu: z příjmení Jakobovitch (Jacobowitz, Jacobowicz) se stane Ja'akovi
5. překlad cizího příjmení na hebrejské na základě významu: Abramovich (Abramowicz, Abramowitz) se stane Ben Avraham

Vlastní jméno jako příjmení
1. jméno otce nebo matky, kteří byli zavražděni během holocaustu: Bat Miriam, Ben Moše, Devorin
2. syn nebo dcera, jenž padl/a v bitvě: Avinoam
3. bratr nebo sestra, jenž byl/a zabit/a nebo umřel/a: Achimeir
4. milovaná nebo obdivovaná biblická postava: Saul, Davidi

Změna jména nebo příjmení podle místa či rostlině v Erec Jisra'el
1. místa: Charmoni, Ejlat, Gil'ad
2. rostliny, především rostliny z Erec Jisra'el: Ešel („sad“, „zahrada“), Rotem („pouštní keř“)

### Po založení státu
Po založení Izraele stále přetrvával názor, že by hebraizace příjmení měla pokračovat, aby se nakonec vytlačila příjmení z diaspory.
První izraelský premiér David Ben Gurion byl přesvědčený o potřebě používání hebrejštiny (sám si změnil příjmení z Gryn na Ben Gurion) a snažil se přesvědčit i ostatní aby si svá příjmení změnili na hebrejská. Při podpisu deklarace nezávislosti Ben Gurion přesvědčil Herzla Rosenbluma, aby se podepsal jako Herzl Vardi (což bylo jeho umělecké jméno, které později přijal za své), jelikož chtěl, aby na tomto dokumentu bylo co nejvíce hebrejských jmen. Nakonec si svá jména hebraizovalo dalších devět signatářů deklarace.
Ve svém rozkazu vojákům Izraelských obranných sil (IOS) Ben Gurion napsal: „Je třeba, aby každý velící důstojník (počínaje velitelem jednotky, konče náčelníkem Generálního štábu) změnil své německé, anglické, slovanské, francouzské či jakékoliv jiné příjmení na hebrejské, aby byl vzorem pro své vojáky. Izraelské obranné síly musí mít hebrejského ducha, vizi, a to ve všech vnitřních i vnějších projevech.“
Od roku 1950 vstoupilo v platnost závazné nařízení týkající se hebraizace příjmení i pro představitele státu a osoby reprezentující Izrael v zahraničí. Byla ustanovena „komise pro hebrejská jména,“ která dohlížela na implementaci tohoto nařízení a jejím úkolem bylo mimo jiné radit při výběru hebrejského jména.

### Zastánci a odpůrci
Hebraizace příjmení vzbudila ostrý spor jak za dob jišuvu, tak po založení Izraele.

#### Zastánci
Mezi největší zastánce hebraizace patřil politik, historik a druhý izraelský prezident Jicchak Ben Cvi (Šimšelevič). Narodil se 24. listopadu 1884 na Ukrajině a v Istanbulu studoval společně s Ben Gurionem na univerzitě. V roce 1906 se zúčastnil zakládající konference Poalej Cijon a v roce 1907 provedl aliju do tehdejší osmanské Palestiny. Patřil mezi zakladatele strany Achdut ha-Avoda (předchůdkyně dnešní Strany práce), byl aktivním v Haganě, byl členem Národní rady a byl signatářem deklarace nezávislosti. Zemřel v roce 1963. Ben Cvi napsal:
| „                                                       | Naše příjmení jsou povětšinou cizího původu, což nás stále spojuje s exilem […] dokonce původně hebrejská příjmení byla zničena a překroucena […] díky německým a anglickým příponám jako „son“ či „sohn a slovanským „in“, „ovič“, „ovsky“ a „švili“. Tato příjmení plní stránky našich novin, plakáty a oznámení v našich ulicích a na našich náměstích […] vážně není zcela zřejmé, zda by útrapy tohoto dědictví, které nám zůstalo jako pozůstatek středověku a následné ghettoizace, měly být tolerovány… | “ |
| — Jicchak Ben Cvi, Collected Writings, vol. 4, s. 11–14 | |   |

#### Odpůrci
Vedle nadšených zastánců, kteří vybízeli Židy žijící v Erec Jisra'el k hebraizaci svých příjmení, existovali rovněž odpůrci tohoto procesu, kteří v něm spatřovali odstranění části židovských dějin. Jedním z odpůrců hebraizace byl spisovatel a učitel Moses Calvary. Narodil se v 1. prosince 1876 v Německém císařství a získal tradiční, všeobecné a rabínské vzdělání. Byl členem strany Achdut ha-Avoda, vyučoval v mládežnické vesnici Meir Šafia či Ahava a zastával post ředitele Hebrejského gymnázia v Jeruzalémě. Publikoval články v hebrejštině a němčině. Zemřel v roce 1944.
| „                                                   | Jicchak Ben Cvi po nás chce, abychom se zbavili všech cizích jmen, která nám jsou blízká. Jeho předpokladem, že naše imigrace do Erec Jisra'el je revolučním činem, která nás navrací k našemu původu. Paměť diaspory pak má být vymazána, aby se koruna navrátila do dávných dob zahalením našich příjmení pod plášť našeho jazyka. Mám pochyby zda je tato horlivost vhodná. Naše příjmení jsou součástí – významnou součástí – naší historie. Mezi námi stále žijí nositelé historických příjmení; příjmení osob, které se podílely na naší historii – příjmení jako Sasportas nebo Benbenisti, Abrabanel nebo Don Jechia, Rappaport nebo Eibeschitz – není důvod vymazat kroniku našeho národního života. Zachovejme víru našich otců i v naší obrodě. Nezrazujme naše vzpomínky radikálními činy; a tato slova se nevztahují pouze k slavným: paleta našich příjmení je znamením barvité historie, dvoutisícileté historie, jejíž stopy nemohou být jen tak lehce vymazány. | “ |
| — Moses Calvary, Between Sowing and Harvest, s. 339 | |   |

Někteří lidé měli ke svému příjmení z diaspory emocionální vztah, a to jak pro jeho vznešený původ (hebrejsky: יִחוּס jichus), tak pro touhu i nadále se identifikovat se svou etnickou skupinou. Existuje příběh, ve kterém izraelský diplomat řekl Davidu Ben Gurionovi: „Změním si své příjmení, pokud mi ukážete nežida, který se jmenuje Lifshitz.“ Jiní lidé měli příjmení, která byla původní hebrejská.
Nesouhlas s hebraizací příjmení i nadále pokračoval. Mnozí lidé si svá příjmení změnili, jako třeba Jigael Sukenik, který si jej změnil na Jigael Jadin, či Levi Školnik, který si jej změnil na Levi Eškol. Jiní, jako třeba Chajim Weizmann či Šimon Agranat, si svá příjmení ponechali.

### Později
Tento trend se postupně umírnil v souvislosti se založením Izraele a s tím, jak se hebrejština stala běžným jazykem. Nicméně i dnes lidé stále hebraizují svá příjmení, zvláště pak ti, kteří slouží u IOS a při izraelských diplomatických misích v zahraničí.
Navíc, jak napětí mezi různými židovskými etnickými skupinami narůstalo, někteří se již dále chtěli identifikovat se „stigmatizovanou“ etnickou skupinou či se sloučit v „kolektivní izraelskou identitu,“ a proto se rozhodli svá příjmení hebraizovat.
Existuje také trend k návratu ke svým kořenům a zachování tradicí unikátních pro každou etnickou skupinu. Někteří, kteří vyjádřili touhu navrátit se ke svým kořenům se tak navrátili ke svým původním jménům, která dříve zavrhli v rámci hebraizace. Jedním z těchto lidí byl izraelský spisovatel Jicchak Orpaz, který obnovil své původní příjmení Averbuch.

## Proces
Existovalo několik způsobů jak lidé hebraizovali svá jména.

### Překlad
Některá příjmení byla přímo přeložena z původních příjmení z diaspory.
Přímý překlad:
| staré       | nové       |
| ----------- | ---------- |
| Goldberg    | Har-Paz    |
| Schlossberg | Har-Segor  |
| Steinberg   | Har-Even   |
| Sternberg   | Har-Kochav |
| Rosenstein  | Even-Šošan |
| Herbst      | Stavi      |
| Silver(man) | Kaspi      |

Židovská patronyma:

Jiná příjmení byla překladem patronymických jmen.
| staré       | nové                                       |
| ----------- | ------------------------------------------ |
| Meyerson    | Ben Meir (což znamená: Meirův syn)         |
| Mendelssohn | Ben Menachem (což znamená: Menachemův syn) |
| Davidson    | Ben David                                  |

Toponyma:

Jiná příjmení byla přeložena z toponyma.
| staré                                         | nové                                                       | význam                                   |
| --------------------------------------------- | ---------------------------------------------------------- | ---------------------------------------- |
| Wilner                                        | Vilna'i                                                    | oboje znamená „z Vilna“ (dnešní Vilnius) |
| Deutsch(er) (v němčině mající význam Německo) | Aškenazi (ve středověké hebrejštině mající význam Německo) |                                          |

### Negace
U některých příjmení došlo k jejich negaci. Stalo se to především u příjmení majících negativní význam.
| staré                                                            | nové                          |
| ---------------------------------------------------------------- | ----------------------------- |
| Luegner (znamená: lhář)                                          | Amiti (znamená: pravdomluvný) |
| Ausubel (znamená: z odpadků)                                     | Ben Tov (znamená: syn dobra)  |
| Greif (znamená: „dráp“, což naznačuje nenasytnost a/nebo lakotu) | Nadiv (znamená: dobrodinec)   |

### Fonetická podobnost
Jiná příjmení byla hebraizována na základě podobnosti s biblickým místem, židovskou historickou postavou či hebrejským slovem s hezkým významem.
| staré     | nové                                             |
| --------- | ------------------------------------------------ |
| Meyerson  | Meir (znamená: oslnivý; nebo jméno rabiho Meira) |
| Gruen     | Ben Gurion (historická postava)                  |
| Epstein   | Ejlat (místopisné jméno)                         |
| Kalb      | Gilboa (místopisné jméno)                        |
| Berkovitz | Barak (blesk)                                    |

### Volba mezi překladem a fonetickou podobností
Někdy byla možnost jméno přeložit či jej vybrat na základě podobnosti (Homofon).
| staré    | překlad                          | fonetická podobnost         |
| -------- | -------------------------------- | --------------------------- |
| Rosen    | Šošani, Vardi                    | Rozen (znamená: hrabě)      |
| Shkolnik | Lamdan (znamená: student ješivy) | Eškol (znamená: trs hroznů) |
| Feld     | Sade (znamená: pole)             | Peled (znamená: ocel)       |

V některých případech byla použita nepřímá příbuznost.
| staré                        | nové                      |
| ---------------------------- | ------------------------- |
| Loewe                        | Lavi (znamená: lev)       |
| Lempel (znamená: malá lampa) | Lapid (znamená: pochodeň) |

### Nové
Někteří zvolili úplně nové příjmení, často se symbolickým přírodním významem.
| příjmení | význam                |
| -------- | --------------------- |
| Ben Arci | znamená „syn mé země“ |
| Nir      | znamená „zorané pole“ |

### Ponechání příjmení
Někteří si své jméno ponechali z různých důvodů. Někdy byl důvodem náboženský význam daného příjmení. Například příjmení pojící se k příjmení Kohen (kněz) jako například Cohen, Kohn, Kaplan, Sacerdoti, Kac, Azoulai, apod.). Dále pak příjmení naznačující, že jeho nositel je potomek kmene Levi, jako například příjmení Levi, Levy, Weil (anagram) a Segal (hebrejský akronym). Jindy se jednalo o název synagogy nebo náboženské postavy, jako Gabaj, Chazan nebo Rabin.
Někteří si ponechali svá příjmení pro jejich jichus (doslova původ). Jednalo se například o příjmení Horowitz (slavná rabínská dynastie), Rothschildové (slavná židovská bankéřská dynastie), Einstein (slavný nositel) či Šaltiel (starodávná sefardská rodina s kořeny vedoucími ke králi Davidovi).
Jiní si své příjmení ponechali, avšak s tím, že doznalo určité úpravy kvůli kompatibilitě s hebrejštinou. Mezi tyto případy patří například příjmení Lando (z „Landau“) či Glober (z „Glaubner“).
Jiná „diasporní“ židovská příjmení jsou již od počátku hebrejská, jako třeba Aškenazi, Jerušalmi; zkomolenina hebrejských slov, jako třeba Heifec (z Chafec); hebrejská akronyma, jako třeba Šalit (z „Šejichje le'orech jamim tovim“), nebo aramejského původu, jako například Kahane nebo Raban.